# Alfons Holte
Alfons Holte (* 29. Mai 1923 in Solingen; † 8. Februar 2013 ebenda) war ein deutscher Opernsänger (Bariton).

## Leben
Alfons Holte absolvierte eine Ausbildung als Elektriker. Schon als Kind sang er im Chor, und seine außergewöhnliche Begabung fiel auf. Zunächst sang er nebenberuflich auf Betriebs- und Familienfeiern. Seinen Kriegsdienst im Zweiten Weltkrieg verbrachte er auf dem Flughafen Kirkenes in Finnland, wo er Spezialkenntnisse über Funksysteme und Abhörsysteme erwarb, aber auch bei Unterhaltungsprogrammen auftrat.
Nach dem Krieg bereitete sich Holte auf die Meisterprüfung vor, die er schließlich erfolgreich abschloss, nahm aber gleichzeitig Gesangsstunden bei Gertrud Asteroth und dramatischen Unterricht bei Emil Treskow. Als ihn die britischen Besatzungsbehörden wegen seiner im Krieg erworbenen Spezialkenntnisse in das Vereinigte Königreich dienstverpflichten wollten, ließ er sich vom Solinger Theater als Sänger engagieren, um dem zu entgehen. 1951 ging er an die Düsseldorfer Oper und nahm in den folgenden Jahren zudem zahlreiche Auftritte im Ausland wahr. Seine Spezialität war das deutsche Opernfach, eine seiner Glanzrollen der Harlekin in Ariadne auf Naxos. Bis zum Beginn der 1990er Jahre stand Holte auf der Bühne; seine letzte Rolle in Düsseldorf war der Oberst Pickering in My Fair Lady.